# Aquarius (hémiptère)
Genre
Pour les articles homonymes, voir Aquarius.
Aquarius est un genre d'insectes hétéroptères (punaises) de la famille des Gerridae. Comme les Gerris, ils sont capables de se déplacer à la surface des eaux en profitant du phénomène de tension superficielle.

## Liste d'espèces
Selon ITIS (21 mars 2018) :
- Aquarius adelaidis (Dohrn, 1860)
- Aquarius amplus (Drake & Harris, 1938)
- Aquarius antigone (Kirkaldy, 1899)
- Aquarius chilensis (Berg, 1881)
- Aquarius cinereus (Puton, 1869)
- Aquarius conformis (Uhler, 1878)
- Aquarius distanti (Horváth, 1899)
- Aquarius elongatus (Uhler, 1896)
- Aquarius fabricii Andersen, 1990
- Aquarius lili D. Polhemus and J. Polhemus, 1994
- Aquarius lunpolaensis (Lin, 1981)
- Aquarius najas (De Geer, 1773)
- Aquarius nebularis (Drake & Hottes, 1925)
- Aquarius nyctalis (Drake & Hottes, 1925)
- Aquarius paludum (Fabricius, 1794)
- Aquarius philippinensis Zettel & Ruiz, 2003
- Aquarius remigis (Say, 1832)
- Aquarius remigoides Gallant & Fairbairn, 1996
- Aquarius ventralis (Fieber, 1861)

Selon BioLib (21 mars 2018) :
- Aquarius chilensis (Berg, 1881)
- Aquarius cinereus (Puton, 1869)
- Aquarius conformis (Uhler, 1878)
- Aquarius najas (De Geer, 1773)
- Aquarius paludum (Fabricius, 1794)
- Aquarius remigis (Say, 1832)
- Aquarius ventralis (Fieber, 1860)